# Chiara D’Angelo
Chiara Anna D’Angelo (* 31. Juli 2004 in Villach) ist eine österreichische Fußballspielerin.

## Karriere

### Vereine
D’Angelo war von 2014 bis 2019 Mitglied des ASKÖ Bodensdorf. Im Alter von 15 Jahren wechselte sie nach Graz zur Frauenfußballabteilung des SK Sturm Graz, zunächst in der Saison 2019/20 als Spielerin der zweiten Mannschaft. Für die erste Mannschaft kam sie in dieser Saison bereits in fünf Punktspielen der Bundesliga zum Einsatz. Ihr Debüt gab sie am 7. September 2019 (3. Spieltag) beim 5:1-Sieg im Auswärtsspiel gegen den FC Südburgenland als Einwechselspielerin ab der 77. Minute. Bis zum 2. November 2019 (9. Spieltag) wurde sie vier weitere Male eingesetzt, bevor der Spielbetrieb aufgrund der COVID-19-Pandemie nach diesem Spieltag abgebrochen wurde. In der Folgesaison bestritt sie 14 Punktspiele, in denen sie ohne Torerfolg blieb.
Zur Saison 2021/22 zum Ligakonkurrenten USV Neulengbach gewechselt, kam sie für diesen am 26. September 2021 (4. Spieltag) beim 1:1-Unentschieden im Auswärtsspiel gegen die Spielgemeinschaft SCR Altach/FFC Vorderland zu ihrem einzigen Saisonspiel. Ein in diesem Punktspiel erlittener Kreuzbandriss ließ bis zum Saisonende am 30. Juni 2022 keine weiteren Spiele zu. In der Folgesaison bestritt sie 18 Punktspiele, in denen ihr zwei Tore gelangen. Ihr erstes Tor in der Bundesliga erzielte sie am 25. September 2022 (4. Spieltag) beim 4:0-Sieg im Auswärtsspiel gegen den FC Wacker Innsbruck mit dem Treffer zum 3:0 in der 31. Minute.
Über ein Leihgeschäft wurde sie Vertragsspielerin des deutschen Bundesligisten TSG 1899 Hoffenheim. Zum Saisonstart am 16. September 2023 dem Spieltagskader angehörig kam sie in der Bundesligabegegnung mit dem MSV Duisburg (9:0) jedoch noch nicht zu ihrem Pflichtspieldebüt. Ein Tag später kam sie als Einwechselspielerin in der 88. Minute für die zweite Mannschaft in der 2. Bundesliga bei der 1:2-Niederlage im Heimspiel gegen die zweite Mannschaft von Eintracht Frankfurt zum Einsatz. Diese Konstellation ergab sich auch am 30. September bzw. 1. Oktober 2023: Kein Einsatz in der ersten, wohl aber für die zweite Mannschaft. Ihr Bundesligadebüt erfolgte am 9. Oktober 2023 (3. Spieltag) beim 2:2-Unentschieden im Heimspiel gegen Bayer 04 Leverkusen mit Einwechselung für Sarai Linder in der 80. Minute. Nach Ablauf der Leihfrist zum Ende der Saison 2023/24 kehrte sie zum SKN St. Pölten zurück. Mitte 2025 wechselte sie zu Werder Bremen in die deutsche Bundesliga.

### Nationalmannschaft
D’Angelo kam im Zeitraum vom 28. August 2019 bis zum 8. Oktober 2020 in neun Länderspielen für die U17-Nationalmannschaft zum Einsatz, in denen sie fünf Tore erzielte; drei in drei EM-Qualifikationsspielen und zwei in fünf Freundschaftsspielen. Im Turnier um die Europameisterschaft in Bulgarien wurde sie einzig im letzten Spiel der Gruppe B bei der 1:3-Niederlage gegen die U17-Nationalmannschaft Deutschlands eingesetzt.
Für die U19-Nationalmannschaft bestritt sie seit ihrem Debüt am 10. Juni 2021 beim 6:1-Sieg im Freundschaftsspiel gegen die U19-Nationalmannschaft Tschechiens bislang 16 Länderspiele; ihre letzten drei in der Gruppe A der in Belgien ausgetragenen Europameisterschaft 2023.
Im September 2023 wurde sie anstelle von Claudia Wenger in den Kader des österreichischen Frauenfußballnationalteams nachnominiert. Am 5. Februar 2024 wurde sie als Verteidigerin einberufen.